# Миньцзян (река, впадает в Восточно-Китайское море)
Миньцзя́н (кит. упр. 闽江, пиньинь Mǐnjiāng, вост.-миньск. Mìng-gĕ̤ng) — река в Китае. Крупнейшая река провинции Фуцзянь, в её бассейне находятся северная и центральная части провинции.
Длина реки — 577 км. Площадь водосборного бассейна 60 800 км².
Река течёт с северо-запада на юго-восток. Судоходна. В низовьях реки находится столица провинции Фуцзянь — город Фучжоу.